# Bliastes
Bliastes is een geslacht van rechtvleugeligen uit de familie sabelsprinkhanen (Tettigoniidae). De wetenschappelijke naam van dit geslacht is voor het eerst geldig gepubliceerd in 1873 door Stål.

## Soorten
Het geslacht Bliastes omvat de volgende soorten:
- Bliastes contortipes Brunner von Wattenwyl, 1895
- Bliastes parvulus Giglio-Tos, 1898
- Bliastes punctifrons Stål, 1873
- Bliastes signatifrons Brunner von Wattenwyl, 1895
- Bliastes vermiculatus Saussure & Pictet, 1898